# 23889 Hermanngrassmann
23889 Hermanngrassmann è un asteroide della fascia principale. Scoperto nel 1998, presenta un'orbita caratterizzata da un semiasse maggiore pari a 3,0967894 UA e da un'eccentricità di 0,1664523, inclinata di 0,77262° rispetto all'eclittica.